# Joaquim Vilaseca
Joaquim Vilaseca i Rivera  (Barcelona, 1885 - ibídem, 1963) fue un arquitecto español.

## Biografía
Titulado en 1910, se enmarcó inicialmente en el modernismo, aunque posteriormente evolucionó hacia un cierto clasicismo. En muchas de sus obras trabajó asociado a Adolfo Florensa. Fue arquitecto municipal de Cervera y Alella, y arquitecto jefe de la Agrupación de Edificios Municipales del Ayuntamiento de Barcelona, cargo desde el que instituyó en 1930 el Servicio de Edificios Artísticos y Arqueológicos del consistorio barcelonés.
Desde su cargo en el Ayuntamiento de la Ciudad Condal intervino en la reforma de la Casa de la Ciudad (1929), donde realizó la escalera de honor, junto a Adolfo Florensa y Antoni de Falguera; así como en varios proyectos de restauración, como el Salón del Tinell del Palacio Real Mayor de Barcelona, la reconversión del antiguo convento de Santa Clara en el Museo Frederic Marès, la conversión de las Atarazanas Reales de Barcelona en Museo Marítimo y del Hospital de la Santa Cruz en centro cultural y sede de la Biblioteca de Cataluña.
En 1932 diseñó un proyecto urbanístico de reforma del distrito barcelonés de Ciutat Vella (Plan de Reforma, urbanización y enlace entre los puntos singulares del Casco Antiguo), reformulado del proyecto de reforma interior de Àngel Baixeras de 1884.
Del resto de sus obras cabe citar: el edificio de viviendas de la calle Dos de Mayo esquina Consejo de Ciento (1924); un convento en la calle de Santa Coloma con Riera de Horta (1927); el edificio Nuevo del Ayuntamiento de Barcelona (1927-1933, con Adolfo Florensa y Antoni de Falguera); la Escuela de Náutica (1930-1933, con Adolfo Florensa); y la remodelación del Mercado del Ninot (1933). Fue autor también del pórtico situado en La Rambla del neoclásico Palacio Moja.
También intervino en varios monumentos artísticos: en 1919 realizó la parte arquitectónica del Monumento al Canónigo Rodó, con escultura de Frederic Marès; en 1932 elaboró con Adolfo Florensa el obelisco del Monumento a la República, con escultura de Josep Viladomat; entre 1941 y 1945 reconstruyó el Monumento a Joan Güell i Ferrer, con el escultor Frederic Marès; y en 1951 fue autor con Adolfo Florensa del Monumento a los Caídos en la avenida Diagonal, con una escultura de Josep Clarà.